# الشخص (مسرحية)
مسرحية الشخص هي مسرحية لبنانية موسيقية ساخرة من بطولة فيروز ونصري شمس الدين وأنطوان كرباج، عُرِضَت لأول مرة بعد حرب حزيران في بداية عام 1968 على مسرح بيكاديللي بمدينة بيروت (لبنان). عَمِلَ على كتابة المسرحية وإعدادها الأخوان رحباني (وهما شاعران وموسيقيَّان لبنانيَّان)، وأخرجها صبري الشريف، وتتمحورُ القصة حول بائعة بندورة (طماطم) تمثلُ أمام القضاء بسبب محاولة بيع بضاعتها لـ«شخصٍ» مهمّ سياسياً، إذ تتناول المسرحية مشكلة تغيب السلطة وعجزها عن معالجة احتياجات المواطنين. تتميَّز المسرحية بخلوّها من الأسماء، حيث أن كل شخصية تُسمَّى بدورها أو وظيفتها فقط، فالبائعة اسمها «البيَّاعة» والضابط اسمه «الشاويش» والمسؤول المهمّ اسمه «الشخص». وتتضمَّن المسرحية ما مجموعه 29 أغنية أو قصيدة تنشدها الشخصيات لسَرْد الأحداث.

## القصة
تبدأ أحداث المسرحية في بلدةٍ (اسمها غير مُحدَّد) تجري فيها الاستعدادات على قدمٍ وساقٍ لاستقبال «الشخص» (أنطوان كرباج) القادم لزيارتها، وهو صاحب سلطة سياسية عُلْيا في البلاد، رغم أن لا أحد يشيرُ علناً إلى اسمه أو منصبه. وفي هذه الأثناء، يجبُ على المتصرّف (نصري شمس الدين) أن يُهيّئ ساحة البلدة لاستقبال الشخص بإخلائها من أسواق وبسطات البائعين، وهي مهمَّة يُكلّفُ بها الشاويش (وليم حسواني).
لكن أثناء مراسم الاستقبال الحافلة للشخص، تعرجُ بائعة البندورة (فيروز) بعربتها بين الجماهير وتُغنّي للشخص طالبة منهُ أن يشتري منها ما تطعمُ بها إخوتها الجوعى، الذين يعتمدون عليها لإعالتهم، ودون أن تعبأ بتحذيرات الجمهور والشرطة. ينذهل «الشخص» من هذا الموقف وينصرفُ معتذراً على الفور بلا تفسير ودون أن يحضرَ مأدبة الغداء التي أُعِدَّت لأجله، ممَّا يُسبّب إحراجاً شديداً للمتصرّف الذي يُكلِّف الشاويش بفتح تحقيق في الحادثة.
سرعان ما تتكاثرُ التهم على بائعة البندورة، فتحالُ إلى القضاء وتضطرّ للوقوف وحيدةً أمام المحكمة (لأنها لا تملكُ المال لتوظيف المحامي، فليمون وهبة) بينما تُوجَّه إليها اتهامات بتلقّي المال من «أشخاصٍ» آخرين لإفساد الحفل والإخلال بالأمن. ويشارُ إلى الفتاة أمام المحكمة على أنها «البنت البيَّاعة»، ويبرّر القاضي هذا الأمر بأنَّ المسرحية التي يمثّلون بها ليست فيها أسماء، وهي سخرية من المسرحية ومن المحاكمة نفسها. 
تحاول البائعة أن تلجأ للمتصرّف ليساعدها في محنتها، لكنه يعتذرُ قائلاً أنه محض «مظلومٍ» آخر يتبع رؤساءه والسلطة العُلْيا، وأما من عليهم أن يعاونوها فهم «أولاد البلد»، لأنَّهم عامة الشعب وأساس البلد والمجتمع. تمثلُ البائعة أمام المحكمة ويصدرُ الحكم النهائي ([[قانون (آلة موسيقية)|بالقانون، مجازاً وقصداً) بتوقيفها وبيع عربتها في المزاد العلنيّ، حيث يأخذها أحد المشترين بمائة ليرة، وتذهبُ الأموال لخزينة الحكومة. 
تلتقي البائعة -لاحقاً- بـ«الشخص» وهو يهومُ وحيداً في نزهة حول البلدة، فتروي لهُ ما وقعَ لها لأنَّها غنَّت لهُ في ساحة البلدة، ممَّا يثيرُ عجبه ودهشته. إذ يتبيَّنُ أن «الشخص» قد أُعجِبَ بغنائها وجرأتها، وأنه يحبّ الناس ولكنه لا يستطيع مخالطتهم ولا يجدُ الراحة حتى في منزله بسبب مسؤولياته، كما أنَّه يخبرُها عن القيود والفصام الذي يشعرُ به بسبب المنصب الذي يتقلَّدهُ والذي يصعبُ عليه التخلّي عنه بالرغم من البؤس الذي يجلبه. ويعدُ «الشخص» البائعة في المشهد الأخير بأن تُعَاد إليها عربتها وبأنَّه سيكونُ عوناً لها في متابعة البيع والتجارة.

## مسرحية «الشخص» المصرية
كتب الشاعر المصريّ المتوفّى أمل دنقل مسرحية مماثلة (بنفس الاسم) موجَّهة للجمهور المصري ومُعدَّلة -جزئياً- لتكون بلهجتهِ، والتي عُرِضَت في القاهرة عام 1982. وقد حلَّت الممثلة عفاف راضي بدلاً من فيروز في بطولة المسرحية، واستبدلت بعض الأغاني اللبنانية بأغانٍ مصرية، مثل «بكرة أنا جاي» التي جاءت بدلها «الصاري عالي عالي والقلوع من فضة»، وكذلك «جبلية النسمة جبلية» بدلاً من أغنية «ياوبور الساعة 12 يا مقبل على الصعيد». لكن التلفزيون المصري منع عرض المسرحية منذُ إنتاجها حتى الآن، وهو موقفٌ فسَّرتهُ الممثلة عفاف راضي بسبب «أن (المسرحية) تعبّر عن موقفٍ سياسي»، قائلةً أنها أهدت شريط المسرحية للتلفزيون الوطني منذ ثماني سنواتٍ دون أن يبثّ ولا مرة.